# Rieucazé
Rieucazé ist eine französische Gemeinde mit 55 Einwohnern (Stand 1. Januar 2022) im Département Haute-Garonne in der Region Okzitanien (zuvor Midi-Pyrénées). Die Einwohner werden als Rieucazéens bezeichnet.

## Geographie
Umgeben wird Rieucazé von den vier Nachbargemeinden:
| Miramont-de-Comminges |                                             |               |
|                       | Kompassrose, die auf Nachbargemeinden zeigt | Pointis-Inard |
| Encausse-les-Thermes  | Lespiteau                                   |               |

## Bevölkerungsentwicklung
| Jahr                      | 1962 | 1968 | 1975 | 1982 | 1990 | 1999 | 2006 | 2008 | 2016 | 2019 |
| ------------------------- | ---- | ---- | ---- | ---- | ---- | ---- | ---- | ---- | ---- | ---- |
| Einwohner                 | 67   | 47   | 43   | 50   | 48   | 37   | 44   | 46   | 52   | 56   |
| Quelle: Cassini und INSEE |      |      |      |      |      |      |      |      |      |      |

## Sehenswürdigkeiten
- Kirche Notre-Dame de l’Assomption, erbaut 1843